# 措爾曲面
數學上，措爾曲面（英語：Zoll surface）是一種有類似球面的性質的曲面。若一個曲面同胚於2-球面，並有黎曼度量，使得所有測地線都是閉合及等長的，就稱為措爾曲面。2-球面上的單位球面度量顯然有此性質，且有無窮維族幾何相異的形變，也都是措爾曲面。特別是措爾曲面大多數都沒有常曲率。
措爾曲面以奧托·措爾（Otto Zoll）命名。他是希爾伯特的學生，最先發現措爾曲面的非平凡例子。